# セムナーン語

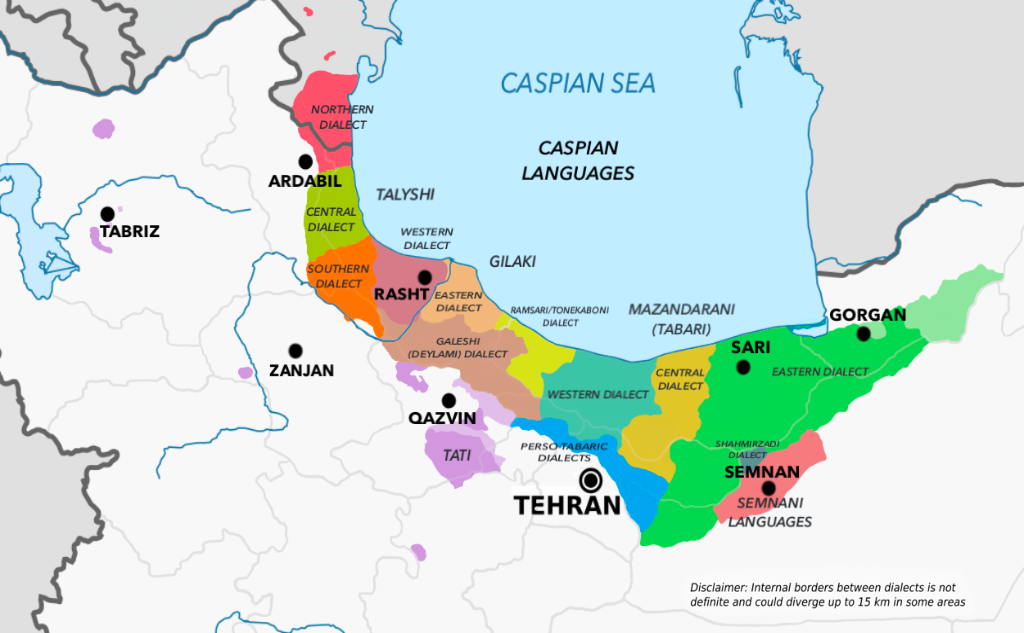
カスピ諸語とセムナーン諸語の分布

セムナーン語（セムナーンご、ペルシャ語:زبان سمنانی）は、インド・ヨーロッパ語族インド・イラン語派のイラン語群西イラン語群北西イラン語群カスピ諸語セムナーン諸語に属す言語である。イランのセムナーン州で話されている。死語となった中期ペルシャ語に属する中世ペルシャ語とパルティア語の系譜をひいている。ペルシャ語の方言という扱いを受けることも多い。